# Joshua Close
Joshua Close (ur. 31 sierpnia 1981 w Oakville) – kanadyjski aktor filmowy i telewizyjny.

## Wybrana filmografia
- 2002: K-19 The Widowmaker – Viktor
- 2005: Egzorcyzmy Emily Rose – Jason
- 2006: Mordercza zaraza – Kip
- 2007: Diary of the Dead: Kroniki żywych trupów – Jason Creed
- 2008: Dzień, w którym zatrzymała się Ziemia – inżynier komory świetlnej
- 2010: Pacyfik – Edward Sledge
- 2012: Mistrz – Wayne Gregory
- 2014: Czarna lista – doktor Julian Powell
- 2014: Fargo – Chazz Nygaard
- 2015: 12 małp – Ivan
- 2015: Ukojenie – Linus Harp
- 2016: Impersonalni – Jeff Blackwell
- 2017: Królestwo zwierząt – Nate